# مارگاریتا شیروکووا
مارگاریتا شیروکووا (انگلیسی: Margarita Shirokova؛ زادهٔ ۱۴ ژانویهٔ ۱۹۹۱) بازیکن فوتبال اهل روسیه است.
وی همچنین در تیم ملی فوتبال Russia U19 بازی کرده‌است.